# Alexander Dalrymple
Alexander Dalrymple (ur. 24 lipca 1737 w New Hailes, zm. 19 czerwca 1808 w Londynie) – szkocki kartograf, pierwszy hydrograf w Admiralicji Brytyjskiej
W latach 1757–1764 brał udział w wyprawie do Indii Wschodnich. W 1779 roku został głównym hydrografem pracującym dla Brytyjskiej Kompanii Wschodnioindyjskiej.
Wierzył w istnienie południowego kontynentu (Terra Australis). Dalrymple oszacował jego szerokość na 8559 kilometrów, a ludność na 50 milionów.
W 1768 roku Dalrymple był pierwszym kandydatem do wyprawy morskiej mającej na celu dokonania pomiarów tranzytu Wenus i odnalezienia południowego kontynentu. Ostatecznie zamiast niego w rejs wypłynął James Cook.
W latach 1770–1771 Dalrymple opublikował dwutomową pracę Historical Collection of the Several Voyages and Discoveries in the South Pacific Ocean, w której utrzymywał istnienie południowego kontynentu. Praca skłoniła Jamesa Cooka do podjęcia drugiej wyprawy badawczej mającej na celu odnalezienie nieznanego lądu. Po drugiej podróży Jamesa Cooka (podczas której nie trafiono na południowy kontynent) Dalrymple stał się przeciwnikiem Cooka.